# Tarnogórskie Centrum Kultury
Tarnogórskie Centrum Kultury (TCK; pierwotnie Dom Kultury „Kolejarz”) – jedna z największych samorządowych instytucji kulturalno-edukacyjnych prowadzonych przez Gminę Tarnowskie Góry, zlokalizowana w centrum miasta oraz w Opatowicach.

## Historia
Historia tego miejsca sięga połowy XIX wieku i oddanej do użytku 16 stycznia 1858 roku siedziby loży masońskiej „Silberfels”, której mistrzem był radca Górniczy, August de Boscamp-Lasopolski. Po przeniesieniu Loży do Bytomia w 1903 roku, w budynku oddano do użytku Dom Ludowy (niem. Volksheim), w którym mieściła się m.in. biblioteka i dom młodzieży, a od 1907–1908 również obszerna sala ze sceną, na której odbywały się występy wędrownych grup teatralnych, koncerty orkiestr oraz prelekcje i gościnne wykłady z literatury, rolnictwa, historii i zdrowia. W okresie międzywojennym Volksheim został przekształcony w Dom Ludowy, a podczas II wojny światowej w budynku mieścił się Teatr Miejski (niem. Stadttheater). Po wojnie w siedzibie dawnej loży urządzono Dom Kultury „Kolejarz”. W 1973 roku zabytkowy budynek rozebrano, a na jego miejscu wybudowano obecny obiekt. Pod koniec lat 90. XX wieku Dom Kultury „Kolejarz” przekształcono w działający do dziś miejski ośrodek kultury. Na fasadzie budynku w 1973 roku została zamieszczona mozaika projektu Stefana Suberlaka. Instytucja w trakcie kilkunastu lat swojego istnienia była wielokrotnie przemianowywana, a jej siedzibę przebudowano, co miało wpływ na architektoniczny krajobraz Tarnowskich Gór.

## Oddziały
Oprócz swojej głównej siedziby przy ul. Jana III Sobieskiego 7 w centrum Tarnowskich Gór, TCK ma również oddział w Opatowicach, przy ul. Pastuszki 9.

## Działalność

### Miejskie Kino Olbrzym
Miejskie Kino Olbrzym zostało uruchomione w październiku 2013 roku. Wyposażenie sali widowiskowej umożliwia seanse w najlepszej jakości 2D i 3D. Sala kinowa służy również jako sala widowiskowa, w której odbywają się spektakle teatralne oraz taneczne, występy muzyczne oraz spotkania z gośćmi.

### Dyskusyjny Klub Filmowy „Olbrzym”
Dyskusyjny Klub Filmowy „Olbrzym” to kameralna przestrzeń, w której odbywają się dyskusje m.in. o filmie i sztuce. We wrześniu 2014 roku DKF zostało nagrodzone główną nagrodą podczas 7. edycji Nagród Polskiego Instytutu Sztuki Filmowej, w kategorii „Dyskusyjne Kluby Filmowe”.

### Galeria „Przytyk”
Galeria Sztuki Współczesnej „Przytyk” to miejsce, w którym odbywają się wystawy zbiorowe oraz indywidualne artystów lokalnych, ogólnopolskich oraz światowych. W galerii często odbywają się również projekty edukacyjne.

### Grupy taneczne
W TCK organizowane są warsztaty tańca współczesnego, ludowego oraz baletu. Na zajęciach stale uczestniczy ponad 100 osób. Taniec zagościł w instytucji w 2000 roku podczas pierwszych warsztatów tańca nowoczesnego. Rok później odbyły się pierwsze castingi do grupy tanecznej.
Zespoły taneczne w TCK:
- A-Psik A
- Tess Kids
- Mini Tess
- Mały Tess I
- Mały Tess
- Tess
- Tess I
- Tess Up

Co roku organizowany jest Ogólnopolski Festiwal Tańca „Tańcząc w Jasnościach”. Celem imprezy jest prezentacja dorobku zespołów tanecznych i promocja różnych technik tańca.

### Chóry i orkiestry
W Tarnogórskim Centrum Kultury działa jedenaście chórów oraz trzy orkiestry:
- Chór Fresco
- Chór Mieszany Kolejarz
- Chór Mieszany Allegro
- Chór Canzona
- Chór Angelus
- Młodzieżowy Chór Rozrywkowy Dafne
- Chór Męski im. Feliksa Nowowiejskiego
- Chór Słowiczek
- Chór Harmonia
- Chór Wrzos
- Tarnogórska Orkiestra Dęta
- Tarnogórski Big Band
- Młodzieżowa Orkiestra Rozrywkowa Symfonix

### Zajęcia z kultury i języka
W Tarnogórskim Centrum Kultury odbywają się zajęcia z kultury i języka Japonii „Bunka” oraz kultury słowiańskiej „Slavica”.

### Warsztaty
Regularnie w instytucji oraz jej oddziałach spotykają się pasjonaci na różnorodnych warsztatach. Najbardziej popularne są warsztaty plastyczne, literackie oraz związane z grami strategicznymi i RPG.

### Sekcje
- Uniwersytet Trzeciego Wieku
- Opatowickie Koło Gospodyń
- Koło Pszczelarzy
- Koło Filatelistów
- Sekcja Brydża Sportowego[4]

## Najważniejsze wydarzenia cykliczne
- Gwarki
- Kobieca Art Arena
- Podróże ze sztuką
- W stronę innego
- Tarnogórskie Dni Kultury Podróżniczej
- Salon literacki TCK
- DKM „Zjawisko”
- Art Doc
- Eko Kraina
- Tarnowskie Góry w czasach dawnych Słowian
- SF TG
- Żyć mocniej?[4]

## Dyrektorzy TCK
- 1998–2014 – Mirosław Błaszczak
- 2014–2025 – Ewa Trojan
- 2025 – Magdalena Lejman (p.o.)
- od 2025 – Anna Gołkowska

## Galeria

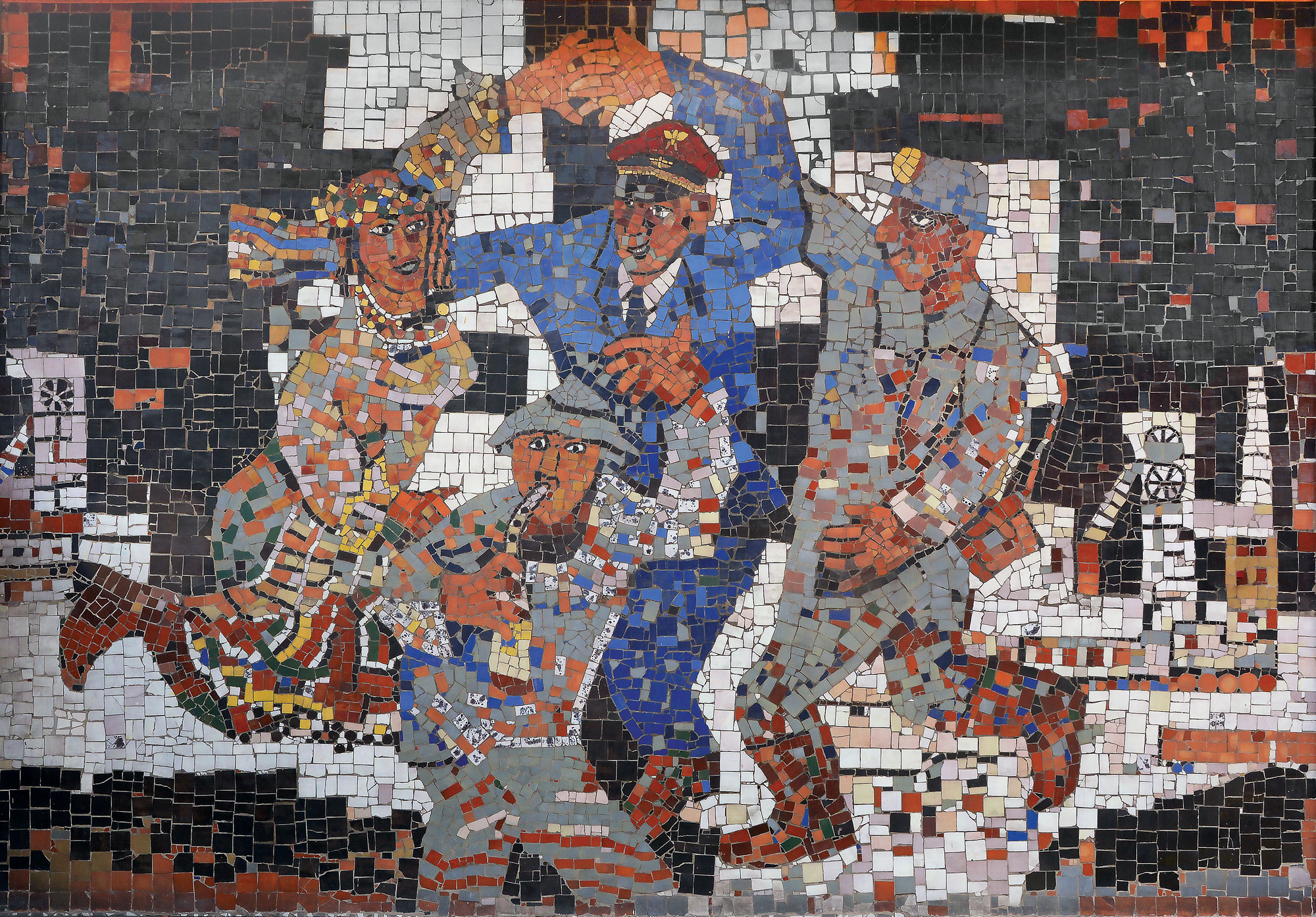
Mozaika na budynku TCK
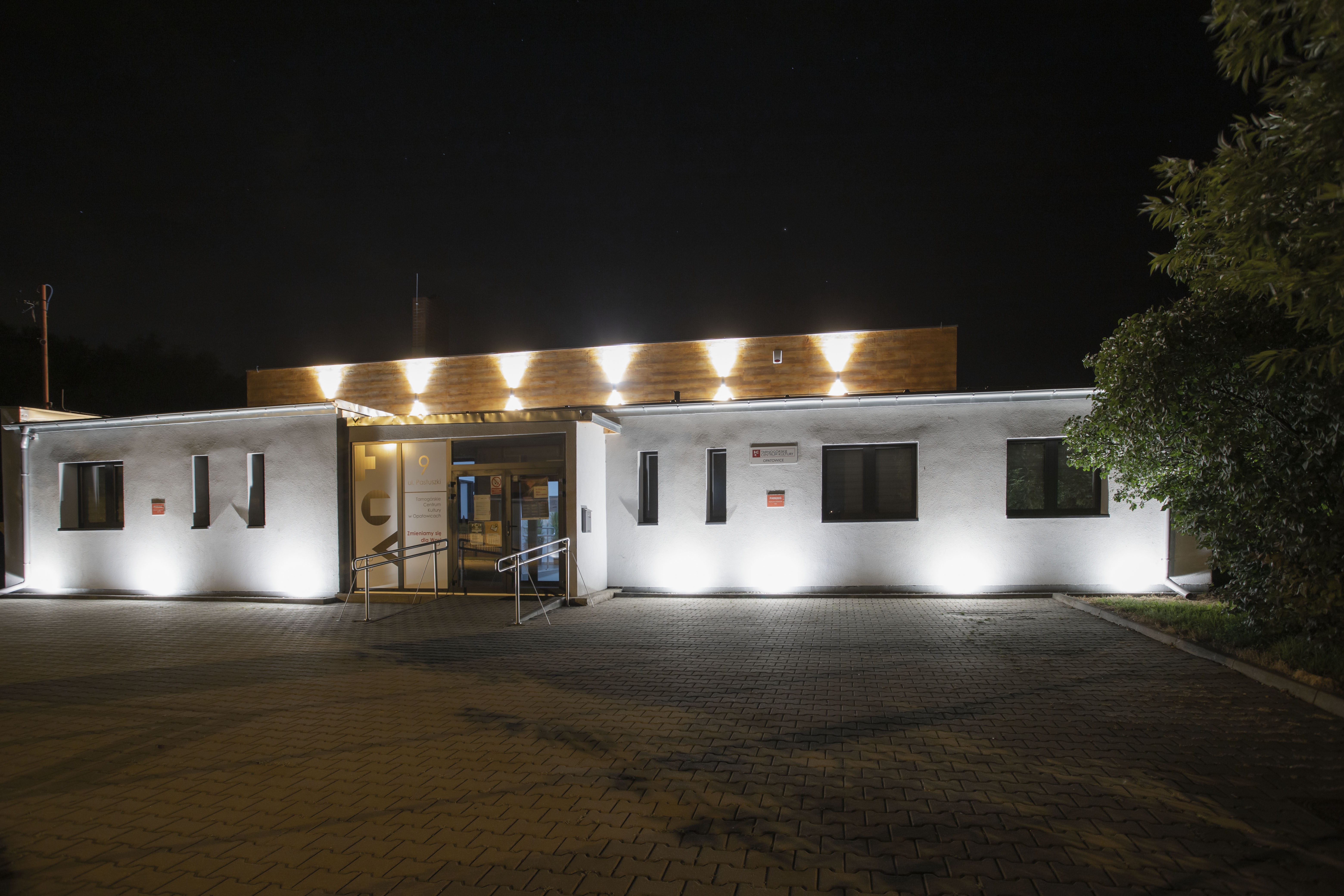
Filia TCK w Opatowicach